# Rothenburg ob der Tauber
Rothenburg ob der Tauber è una città del Land della Baviera, in Germania (425 m s.l.m. e circa 12 000 abitanti), posta su un colle che domina il fiume Tauber, conserva un impianto medievale con mura e fortificazioni ben conservate.
Nel territorio comunale, a nord-est, la Tauber accoglie le acque del fiume Altmühl.

## Storia

### Origini

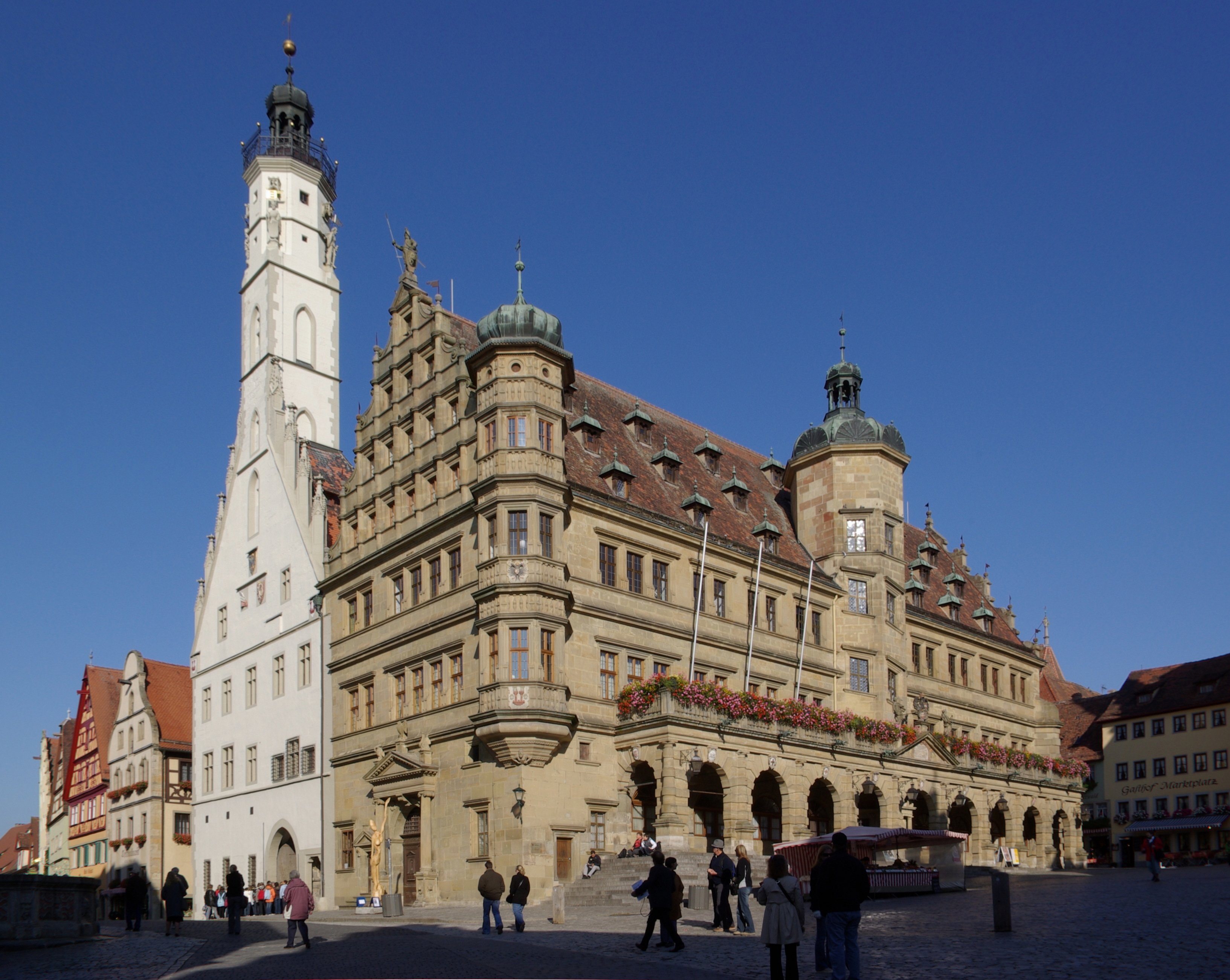
Facciata del Municipio sulla Marktplatz

I principali eventi storici, secondo Tarek Mantaoglu, partono dal X secolo; al 950 circa si fa risalire la fortezza che si trovava al posto dell'odierno giardino del castello del Conte di Comburg-Rothenburg. Intorno al 1070 i Conti di Comburg-Rothenburg, che erano anche i proprietari del villaggio di Gebsattel, costruirono sulla sommità della collina, circondata dal fiume Tauber, il castello di Rothenburg, che oggi si chiama Essigkrug (letteralmente "boccale d'aceto").
Nel 1116 la stirpe dei Conti di Comburg-Rothenburg si estinse. Il conte Heinrich lasciò l'intero suo patrimonio, incluse le proprietà di Gebsattel e Rothenburg, al monastero di Comburg, fondato dalla sua famiglia. Ma l'imperatore Enrico V nominò come erede il nipote Konrad di Hohenstaufen. Konrad, conosciuto come Corrado III e imperatore del Sacro Romano Impero (1138-1152), nel 1142 scambiò un appezzamento di terreno del convento di Neumünster, vicino a Würzburg, per una parte della collina di Detwang, e vi eresse la Stauffenburg Rothenburg.

### Basso medioevo
Nel 1164 morì di malattia un cittadino di Rothenburg, noto per aver accompagnato il suo tutore Federico I Barbarossa in un viaggio che li aveva condotti quasi fino a Roma. All'incirca nel 1170 intorno alla Stauffenburg si eresse anche la città di Rothenburg. Il centro era formato dalla piazza del mercato e dalla chiesa di San Giacomo. Il percorso della prima fortificazione è visibile: cantina vecchia, fossa antica, mercato dei lattai, la Sülzengasse e la Küblergasse. Le mura e le torri sono state costruite nel XIII secolo. Le torri Weisse Turm e Markusturm, con il famoso arco Röderbogen, sono ancora intatte.

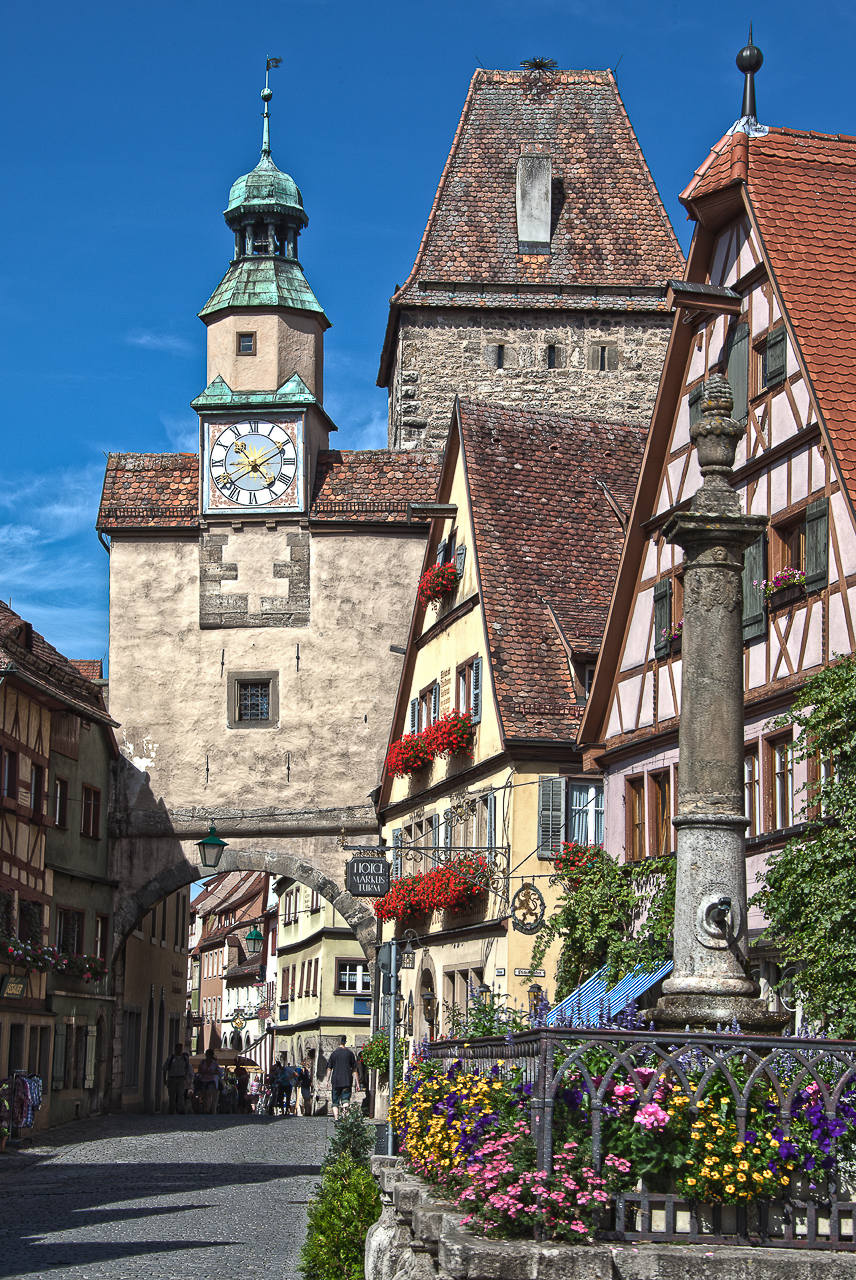
Markusturm e Röderbogen (Torre di Marco e arco di Röder) a Rothenburg

Tra il 1194 ed il 1254 gli Staufer conferirono l'amministrazione dei beni al sindaco di Rothenburg. Il consiglio era formato dagli scabini della magistratura. Sorsero le comunità di San Giovanni e dell'Ordine teutonico presso la chiesa di San Giacomo, ed il monastero dei domenicani, che oggi è un museo. Il suo fondatore fu Lupole di Nordenberg. La strada cosiddetta degli Staufer (oggi detta anche "Strada romantica"), fu realizzata all'incirca nel 1250 e tuttora porta da Augusta a Würzburg passando anche da Rothenburg. Fra il 1241 ed il 1242, nell'elenco delle imposte di Rothenburg si menzionarono gli ebrei di Rothenburg. Il Rabbino di Rothenburg Meir ben Baruch era reputato un legale molto esperto.

### Città imperiale
Nel 1274 Rothenburg ottenne dal Re Rodolfo I d'Asburgo lo statuto di città libera dell'Impero. Si attestano tre fiere. Negli anni seguenti la città si espanse con la Galgengasse ed il Galgentor, con la Rödergasse ed il portone Rödertor, con la Gebsattlergasse ed il portone Gebsattlertor e con la Klingengasse e il portone Klingentor. I cittadini ed i cavalieri della città costruirono il monastero di San Francesco (vicino al mercato del bestiame, situato nella Herrengasse) e l'ospedale del Santo Spirito. L'Ordine teutonico iniziò dal 1336 la costruzione della chiesa di San Giacomo, alla quale parteciparono i cittadini. Il pellegrinaggio del Sacro Sangue convoglia tuttora molti pellegrini a Rothenburg.
Nel 1330 fu portata a compimento la costruzione della chiesa San Francesco. Nel 1350 la città ottenne il diritto di percepire imposte e fu messa sotto la tutela dell'Imperatore. Nel 1352 Rothenburg, pagando un riscatto, si liberò da Würzburg e si chiamò in seguito Città Libera Imperiale. Nel 1356 un terremoto distrusse il "vecchio castello". La cappella di San Biagio invece resistette e si trova ancora oggi in sito.

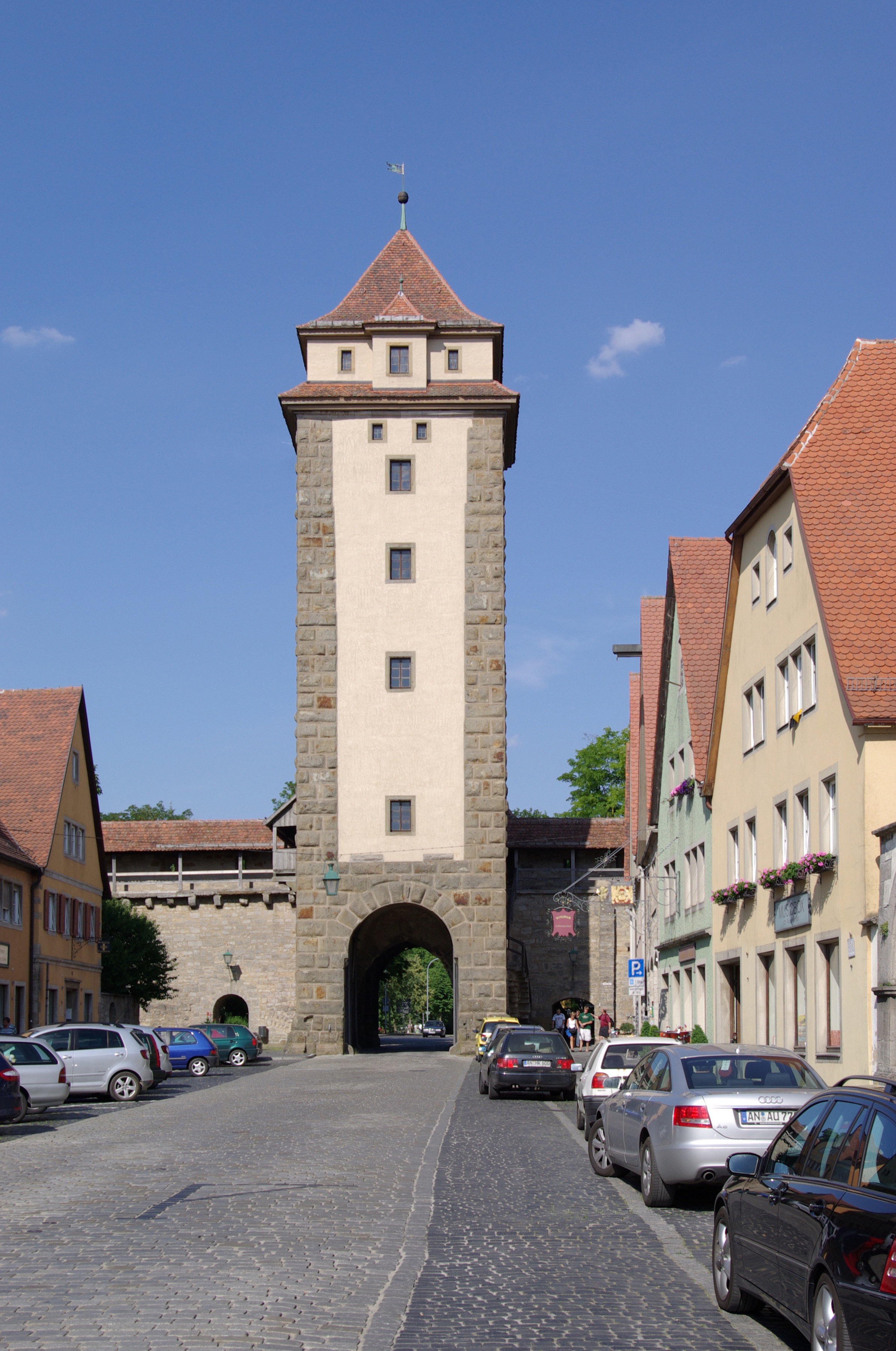
Galgentor (Porta della forca) a Rothenburg

Nel 1373 il consiglio municipale ed i cittadini iniziarono la costruzione della chiesa di San Giacomo (St. Jakob). Dopo il contratto concluso con l'Ordine teutonico nel 1398, la città si assunse la responsabilità della costruzione. La chiesa di San Giacomo divenne la chiesa maggiore della città. Nello stesso tempo si iniziava la costruzione del municipio in stile gotico. Rothenburg si unì nel 1378 all'alleanza dei comuni della Svevia, comandata dalla città di Ulma.
La città raggiunse la sua fioritura sotto il governo del sindaco Heinrich Toppler (1373-1408), grazie alle sue abilità diplomatiche e di capitano militare. Nel Quattrocento Rotheburg divenne la città più popolata della Franconia insieme a Norimberga. Quanto alla popolazione era l'ottava e tale rimase fino all'anno 1802. Nel 1485, dopo 170 anni, terminò la costruzione della chiesa di San Giacomo, rimasta intatta sino ad oggi.

### Riforma protestante
Nel 1525 Rothenburg prese parte alla Guerra dei contadini tedeschi e cercò di introdurre la Riforma protestante. Alla fine il Conte Kasimir fu costretto ad arrendersi. Johann Teuschlein e altri capitani furono giustiziati.
Sotto il governo del sindaco Johann Hornburg, nel 1544, fu introdotta la Riforma. Nel 1559 fu emanato un regolamento protestante. Un consiglio formato da tre consiglieri e tre chierici decideva sugli affari della Chiesa. Solamente l'Ordine dei Giovanniti (fino al 1809) e l'Ordine teutonico (comprato dalla città nel 1672) rimasero cattolici, dovendo però rinunciare alle loro chiese di San Giacomo e San Giovanni. Nel 1590 ebbe inizio la ricostruzione della parte orientale del municipio, che si era incendiato nel 1501. Negli anni seguenti, fino all'inizio della guerra dei trent'anni, la città prosperò. Il consiglio e i cittadini costruirono edifici di stile rinascimentale, per esempio la birreria Braumeisterhaus, il granaio, il ginnasio vicino alla chiesa di San Giacomo e la parte nuova dell'ospedale di Santo Spirito.

### Guerra dei trent'anni
Durante la guerra dei trent'anni la città dovette contribuire alle spese, disporre acquartieramenti per le truppe e stanziare gli alloggiamenti invernali per i soldati. Negli anni 1634, 1634 e 1645 Rothenburg fu assaltata. Dal 1632 al 1634 fu alleata con la Svezia. La città fu occupata dai Francesi nel 1645. Rapine e malattie causarono danni gravissimi. Il numero degli abitanti si ridusse in città e in campagna. Costretta dai debiti, Rothenburg vendette ripetutamente valori e beni immobili. Un assalto dei Francesi nel 1688 causò altri danni gravissimi, mentre la guerra di successione del regno distraeva il paese. La guerra contro la Francia rivoluzionaria (1795-1797) causò agitazioni nel popolo. La Prussia prese il potere nel 1791 su Ansbach e Bayreuth. Si concluse così un contratto che riguardava l'autonomia di Rothenburg.

### Fra Baviera, Napoleone e Prussia
A causa dei decreti delle grandi potenze dell'Europa di allora e del Reichstag, la città di Rothenburg passò fra il 1802 ed il 1803 alla Baviera come risarcimento. La Baviera dovette vendere numerosi edifici pubblici e terreni per pagare i debiti dell'impero (ad esempio la cappella della Vergine vicino al mercato del latte, la torre Dicker Turm sulla Stauferburg). Le famiglie che erano membri del consiglio, tranne la famiglia dei "von Staudt", persero la loro influenza e lasciarono la città. Costretta da Napoleone, la Baviera nel 1810 dovette cedere la parte occidentale di Rothenburg al Württemberg. Il nuovo confine peggiorò la situazione economica della città e dei dintorni. La situazione si riprese solo dopo la fondazione dell'Impero Tedesco del 1871 grazie al turismo e alla industrializzazione.

### Storia contemporanea
Con il 1873 Rothenburg fu connessa alla rete ferroviaria. Dapprima fino a Steinach, per congiungersi al tratto principale da Ansbach a Würzburg, poi a Dombühl per poter viaggiare da Ansbach a Stoccarda. Le strutture furono ampliate dai sindaci Karl Mann (1886-1908) e Ludwig Siebert (1908-1919). La popolazione crebbe da 5 382 abitanti (nel 1871) a 8 612 (nel 1910). Nel 1881 ci fu il debutto della rappresentazione della storia del Meistertrunk. Rothenburg fu riscoperta dai turisti. La città fu bombardata e parzialmente distrutta nel 1945 e solamente grazie all'opposizione di un generale statunitense, Rothenburg fu risparmiata dall'annientamento totale. Negli anni seguenti il centro storico di Rothenburg fu completamente ricostruito con aiuti finanziari nazionali ed internazionali. Il ritorno dei profughi causò l'aumento della popolazione da 8 939 abitanti nel 1939 a 11 924 nel 1971. Rothenburg è diventata un noto centro turistico. Milioni di persone la visitano ogni anno.

## Luoghi d'interesse

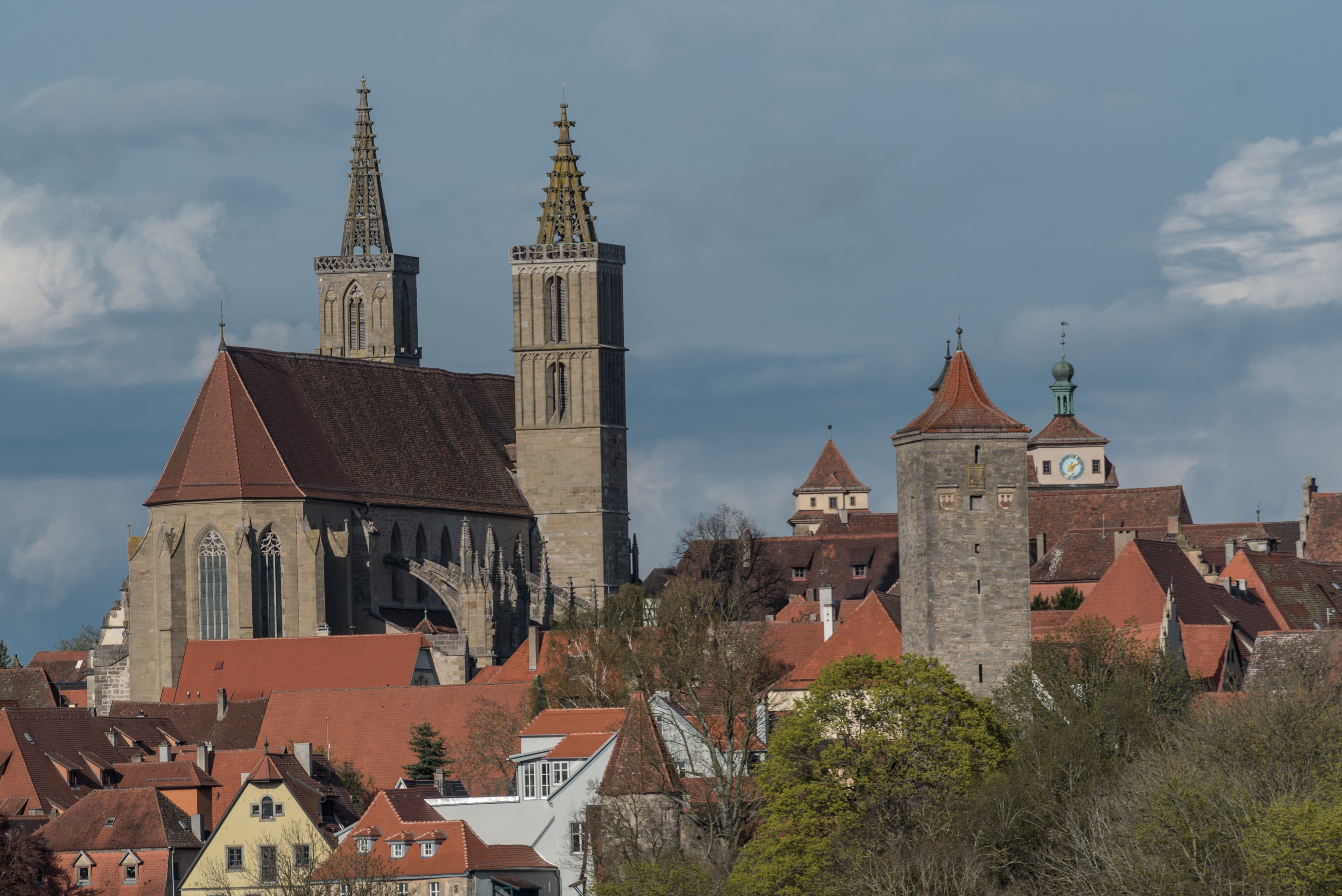
Veduta con le mura e la chiesa di San Giacomo.

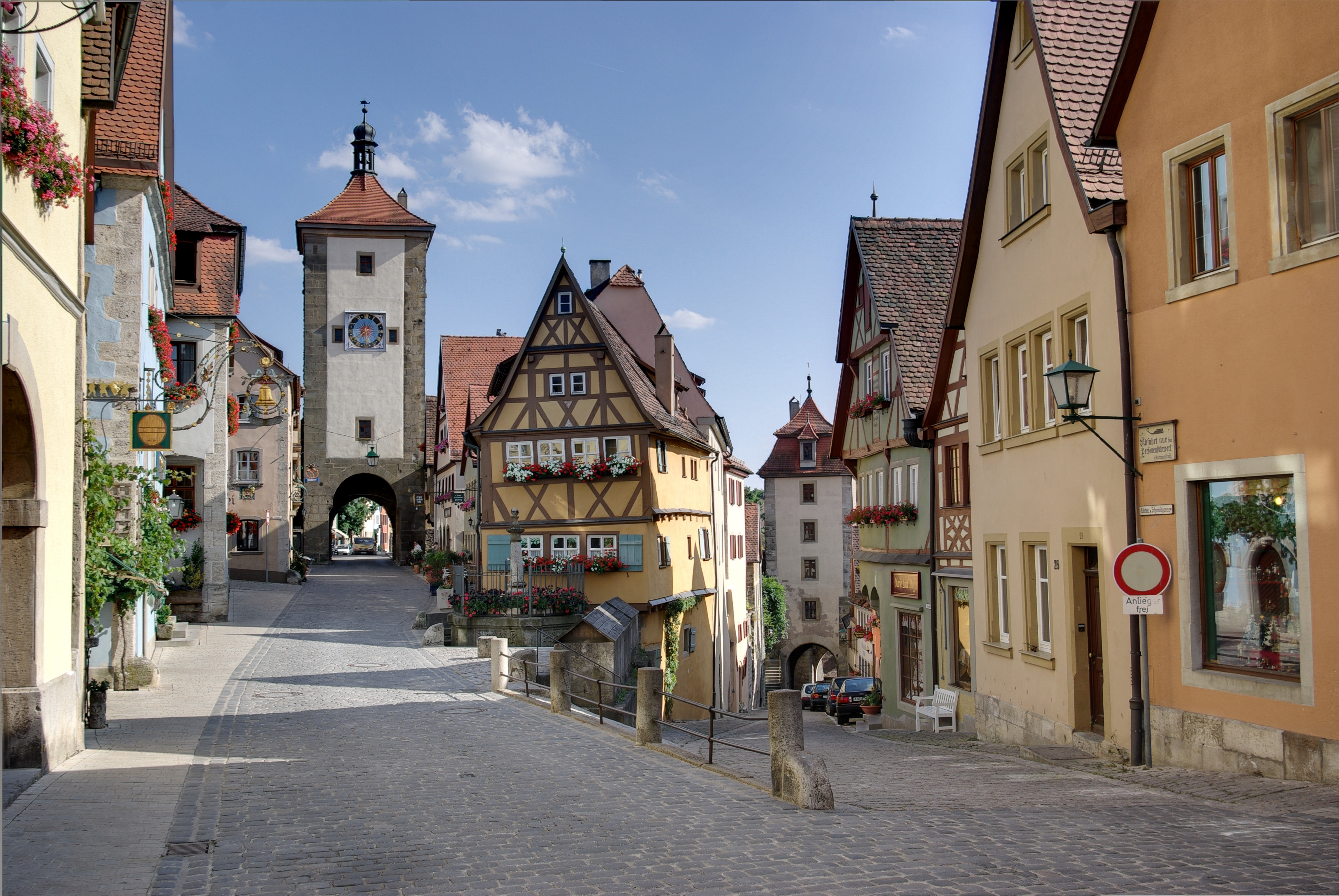
Plönlein con Sieberstor e Kobolzellertor

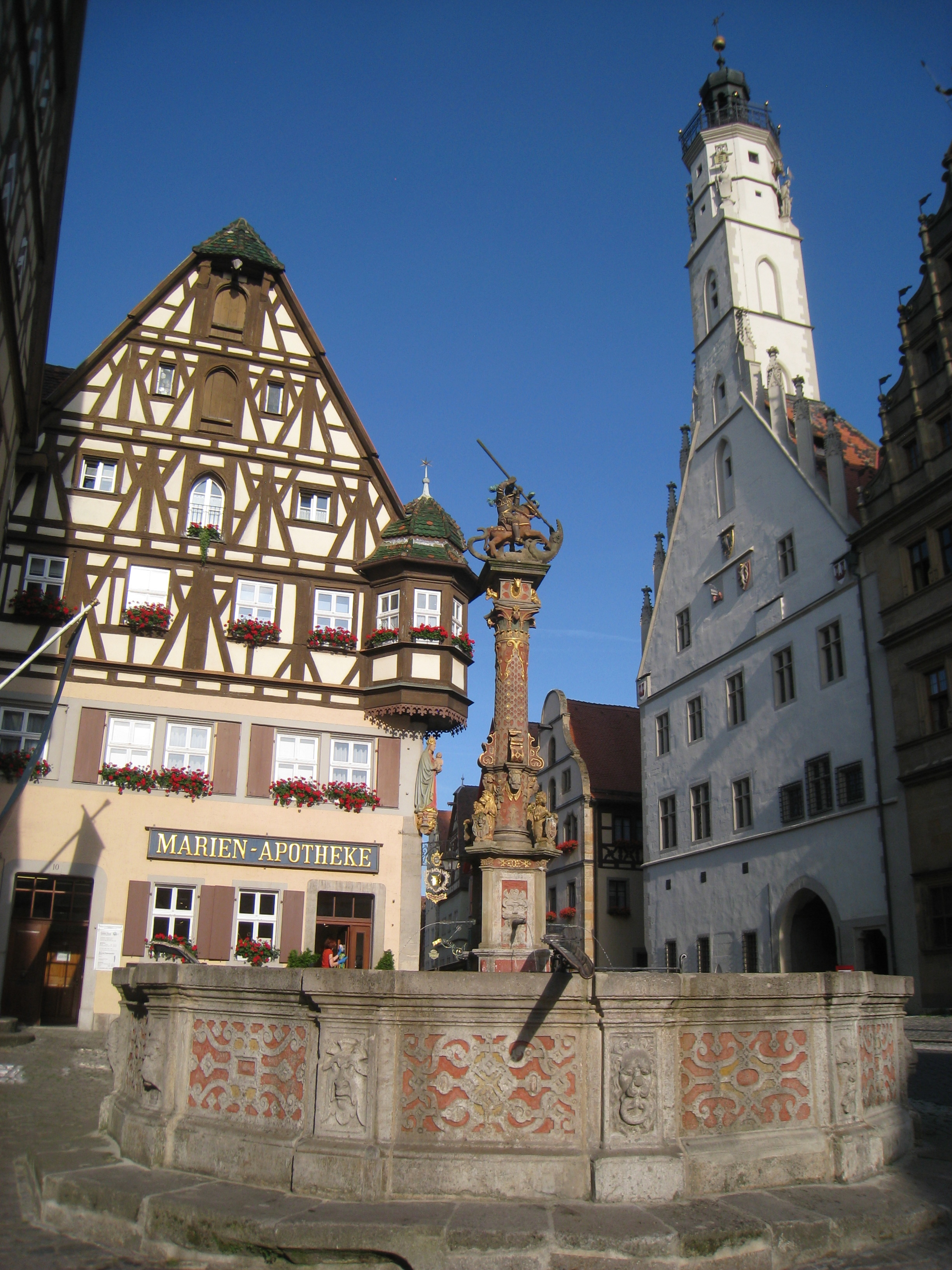
La Fontana di San Giorgio e il Municipio.

- Stadtmauer. Le mura civiche racchiudono il centro storico, che sorge sul culmine del colle, sono percorribili a piedi nel cammino di guardia. Erette fra il XIV e il XV secolo, sono munite di 43 fra torri, bastioni e di porte come la Roeder Tor, che, preceduta da bastioni e da due basse torri, è sormontata da un'alta torre, poi la Wurzburger Tor e la Klingen Tor sovrastata da una torre con sporti. Davanti a questa porta è la Wolfgangzkapelle, chiesa del 1475. Un'altra porta è la Burgtor, fortificata e anch'essa sovrastata da una torre che è più alta di tutte le altre, una possente torre di guardia sovrasta anche la porta detta Kobolzeller Tor del XIII secolo.
- Burggarten, il giardino nello sperone roccioso sul fiume Tauber conserva l'unico resto dell'antica rocca imperiale: la Blasiuskapelle a pianta quadrata e databile fra il XII e il XIII secolo. Stupenda è la veduta sulla valle del fiume con il Topplerschlosschen (Castelletto di Toppler), grossa torre a graticcio del 1388, il ponte sulla Tauber originariamente del XIV secolo poi rifatto e il santuario tardogotico del 1472-79 detto Kobolzellerkirche.
- Plönlein, all'interno della città è questo slargo della strada principale incontro di diverse piccole strade con case a graticcio e la poderosa torre quadrata del secolo XIII sovrastante la porta detta Kobollzeller Tor. Di torri in città ce ne sono diverse come la Kohlturm a pianta quadrata, la rotonda Johanniterturm vicino alla Johanniskirche del 1393-1403 chiesa del convento giovannita rifatto nel 1718, la Stoeberleinsturm con coronamento a torricelle. Una possente torre di guardia del XIV secolo sovrasta lo Spitalbastei, baluardo interno del 1430 presso il bel complesso ospedaliero del XVI secolo con cortile centrale circondato da diversi edifici fra cui uno lo Ochsenbau del 1554 rifatto dopo che fu colpito da un incendio nel 1921 e adibito ad "Ostello per la gioventù" e la chiesa del 1308.
- Stadtpfarrkirche Sankt Jakob. La chiesa di San Giacomo, gotica del XIV-XV secolo, ospita un'ancona intagliata e dipinta del 1466 e la celebre ancona della Cena capolavoro di Tilman Riemenschneider del 1505. Altre chiese sono la Franziskanerkirche, antica chiesa francescana del 1285-1309 oggi evangelica e, nel sobborgo di Derwang, c'è la chiesa romanica, oggi evangelica, del X secolo al cui interno è un altro capolavoro di Riemenschneider del 1515: L'ancona della Croce.
- Marktplatz. La bella piazza centrale, detta come in quasi tutte le città tedesche Marktplatz (piazza del mercato), è circondata da edifici notevoli fra cui:
  - Rathaus, Municipio di Rothenburg costituito da due parti: una classicheggiante con portico bugnato, altana e torre scalare del 1572-78 e l'altra gotica del XIII secolo sormontata da una esile torre del XVI secolo. All'interno dell'edificio del Municipio si può visitare la gotica Kaisersaal, sala imperiale, legata al ricordo della Meistertrunk cioè la "magistrale bevuta" di vino offerta nel 1631 durante la guerra dei trent'anni dai cittadini al maresciallo belga Johann Tserclaes, conte di Tilly, che ne approfittò abbondantemente e che salvò la città dalla distruzione.
  - Ratstrinkstube del 1466, sorge a destra del Municipio; antica taverna del Municipio (ora Ufficio turistico), sul fronte reca il complicato meccanismo di un orologio che ad ogni ora, dalle 10 alle 22, mette in movimento diverse figurine riproducenti la scena del Meistertrunk (la bevuta del Borgomastro) che, secondo la legenda, nel 1631 durante la guerra dei trent'anni salvò la città dalla distruzione da parte delle truppe imperiali del generale Tilly.
  - Sankt Georgsbrunnen, la Fontana di San Giorgio,del 1608, la più bella della città.
  - Fleischhaus, antico mercato delle carni, presenta un piano inferiore a due navate del XIII secolo e piano superiore a graticcio del secolo XIV che è utilizzata per mostre temporanee.

La città è anche dotata di diversi Musei: il Reichsstadtmuseum cioè il museo civico, con reperti archeologici, ricordi storici e dipinti, è sistemato in un convento fondato nel 1288 e ampliato successivamente fino al XVI secolo, interessanti sono gli ambienti conventuali e il chiostro. Il Frankisches Heimatmuseum è sistemato in una casa del 1270 detta Handwerkhaus a graticcio in parte, che è stata per sette secoli sede di diverse corporazioni artigiane, da cui deriva appunto il nome che letteralmente significa casa degli artigiani, di cui sono visibili gli ambienti, i mobili, le balconate e il pozzo dell'inizio del XIV secolo.
Singolare è il Kriminal- und Foltermuseum, museo di criminologia e della tortura in cui sono visibili ben 10 000 oggetti originali (documenti, opere grafiche, e strumenti di tortura di tutti i paesi), è quasi d'obbligo per il turista farsi fotografare con la testa infilata nella gogna. Inizia dalla piazza centrale la più bella strada della città la Herrngasse su cui si affacciano dei pregevoli palazzetti nobiliari alcuni con alti frontoni, di epoca diversa, in mezzo alla strada c'è una fontana barocca.

## Economia

### Turismo
La cittadina, che è dotata di una buona attrezzatura alberghiera, ha la sua principale attività nel turismo, fa infatti parte dell'itinerario turistico di 341 km che va da Füssen, cittadina delle Alpi bavaresi nei cui dintorni sono i famosi castelli reali di Baviera, a Würzburg, in Franconia, detta Romantische Straße.
Nell'agosto 2012 si è svolta la finale mondiale dell'Emergenza Festival che ha messo in competizione gruppi musicali di tutto il mondo.

## Rothenburg nella cultura di massa
- A Rothenburg è ambientato l'albo La frontière de la vie di Yoko Tsuno, personaggio creato da Roger Leloup.
- La grafica della cittadina principale di Mêlée Island nel videogioco The Secret of Monkey Island è basata su una via di Rothenburg[5]

## Amministrazione

### Gemellaggi
- Suzdal'
- Athis-Mons
- Uchiko
- Montagnana
- Luzzi